# Eriosema naviculare
Eriosema naviculare är en ärtväxtart som beskrevs av Charles Howard Stirton. Eriosema naviculare ingår i släktet Eriosema och familjen ärtväxter. Inga underarter finns listade i Catalogue of Life.